# Джошкун Таш
Джошкун Таш (тур. Coşkun Taş; 23 квітня 1935, Айдин — 11 листопада 2024) — турецький футболіст, що грав на позиції нападника. По завершенні ігрової кар'єри — тренер.
Виступав, зокрема, за клуб «Бешикташ», а також національну збірну Туреччини.

## Клубна кар'єра
Займався футболом в одному з клубів рідного міста Айдин. Згодом перебрався до Стамбулу, де вступив до університету, а також вирішив продовужвати грати у футбол. Став гравцем місцевого «Бешикташа», за команду якого провів вісім сезонів, взявши участь у 98 матчах чемпіонату.
Завершивши навчання в університеті, вирішив перебратися до Німеччини. В цій країні оселився у Кельні, де зумів зацікавити у своїх послугах керівництво місцевого однойменного клубу. Відігравши за «Кельн» два сезони, перейшов до друголігового клубу «Боннер», за команду якого виступав протягом 1961—1963 років, паралельно навчаючись під керівництвом Геннеса Вайсвайлера у місцевій спортивній академії на тренера.

## Виступи за збірну
14 березня 1954 року дебютував в офіційних матчах у складі національної збірної Туреччини, вийшовши на поле у грі відбору на чемпіонат світ 1954 проти збірної Іспанії. Мінімальна перемога турків у цій грі (1:0) дозволила їм зрівнятися з іспанцями за очками, і за три дні Таш також взяв участь у додатковому матчі між цими суперниками, в якому як основний, так й додатковий час гри завершилися унічию 2:2, і турки стали учасниками фінального турніру чемпіонату світу завдяки жеребу. Безпосередньо на ЧС-1954, що проходив у Швейцарії, Тащ провів на лавці для запасних перші два матчі у групі, вийшовши у стартовому складі збірної лише на гру за вихід до раунду плей-оф проти збірної ФРН. Цей матч, який Туреччина програла майбутнім переможцям турніру з рахунком 2:7, став для Таша третім і останнім у формі національної команди.

## Подальше життя
Завершивши виступи на футбольному полі, залишився у Німеччині, одружився з німкенею і отримав німецьке громадянство. З 1952 року працював у відділі планування продажів кельнського заводу «Форд», одночасно тренуючи його футбольну команду.
1970 року очолив тренерський штаб клубу «Ліндлар», а за рік ненадовго очолив команду «Вікторії» (Кельн). Згодом тренував низку команд з четвертого і п'ятого дивізіонів та працював в одній з регіональних футбольних асоціацій.